# Chrysosoma excellens
Chrysosoma excellens är en tvåvingeart som beskrevs av Octave Parent 1934. Chrysosoma excellens ingår i släktet Chrysosoma och familjen styltflugor. Inga underarter finns listade i Catalogue of Life.